# Río Anchicayá
El Anchicayá es un río colombiano, en el departamento de Valle del Cauca. Nace en el municipio de Dagua y desemboca en el océano Pacífico, en la bahía de Buenaventura. Como todos los ríos de la vertiente pacífica, tiene una biodiversidad alta.
Es ancho y caudaloso, de aguas por lo general tranquilas. Se ha explotado colocando presas para obtener energía eléctrica. El primer embalse es el del Bajo Anchicayá, que empezó en 1955 y tiene una capacidad total de 74 MW con energía media anual de 360 GWh. En 1974 comenzó a operar la Represa de Alto Anchicayá 3°32′00″N 76°52′03″O / 3.5333333, -76.8675 con una capacidad instalada de 355 MW y una energía media anual de 1.590 GWh. Los sedimentos del mantenimiento de la central ha contaminado el río.
También se ha empezado a explotar la minería entre los centros poblados San Marcos y Guaimía, y la vereda Limones. Otras actividades económicas en el río es la pesca: entre las especies piscícolas de los embalses están el barbudo, la sabaleta y la carpa. 